# Feltz-Werft
Die Feltz-Werft GmbH ist eine Bootswerft, die 1945 in Hamburg auf Finkenwerder von Karl Feltz sen. gegründet wurde. Heute werden auf der Werft Neubauten aus Stahl und Aluminium, aber auch Reparaturen und Umbauten durchgeführt.

## Geschichte

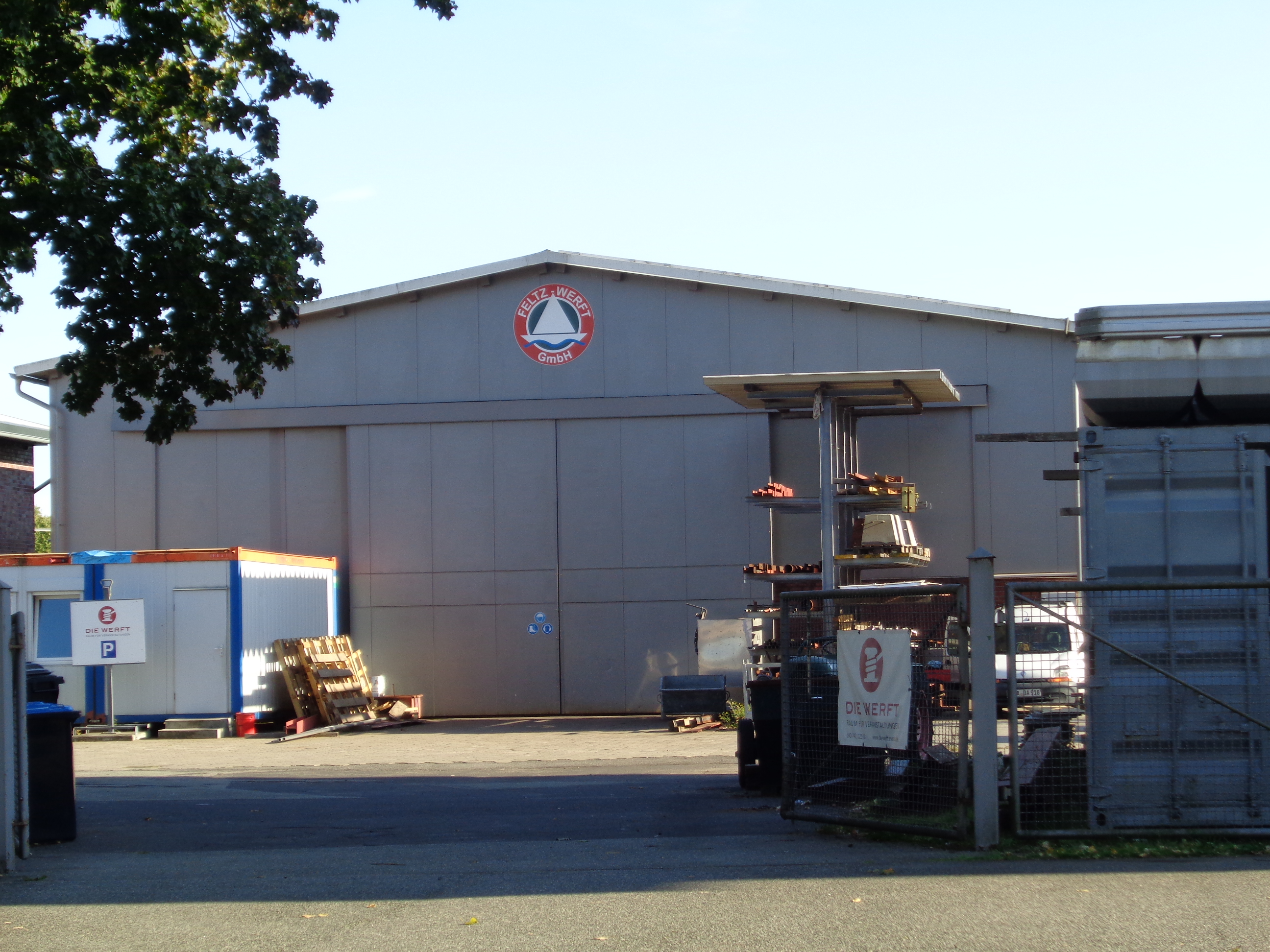
Die Feltz-Werft

Der Bootsbauer Karl Feltz begründete die Feltz-Werft am Süderdeich Nr. 150 auf Finkenwerder. Derzeit wurden dort Fischerei-, Motor- und Arbeitsboote und Segelyachten bis zu 20 m Länge gebaut. Nachdem die Süderelbe nach der Flut 1962 vom Hauptfahrwasser abgesperrt wurde, zog die Werft 1964 an den Rüschkanal, wo sie noch heute ihren Firmensitz hat. Ebenfalls traten im Zuge des Aufbaues des neuen Firmenstandorts die beiden Söhne Peter und Karl Feltz als Gesellschafter in die Firma ein.
Vornehmlich wurden zu dieser Zeit Neubauten gefertigt. Diese wurden in zwei Hallen, getrennt nach Aluminium und Stahl, gebaut. 1984 wurden in Zusammenarbeit mit der Nobiskrugwerft in Rendsburg Freifallrettungsboote aus Stahl gefertigt.
Die Feltz-Söhne führten die Werft bis ins Jahr 2009 weiter. Die Umwandlung in die Feltz-Werft GmbH fand im April desselben Jahres statt.

## Schiffe

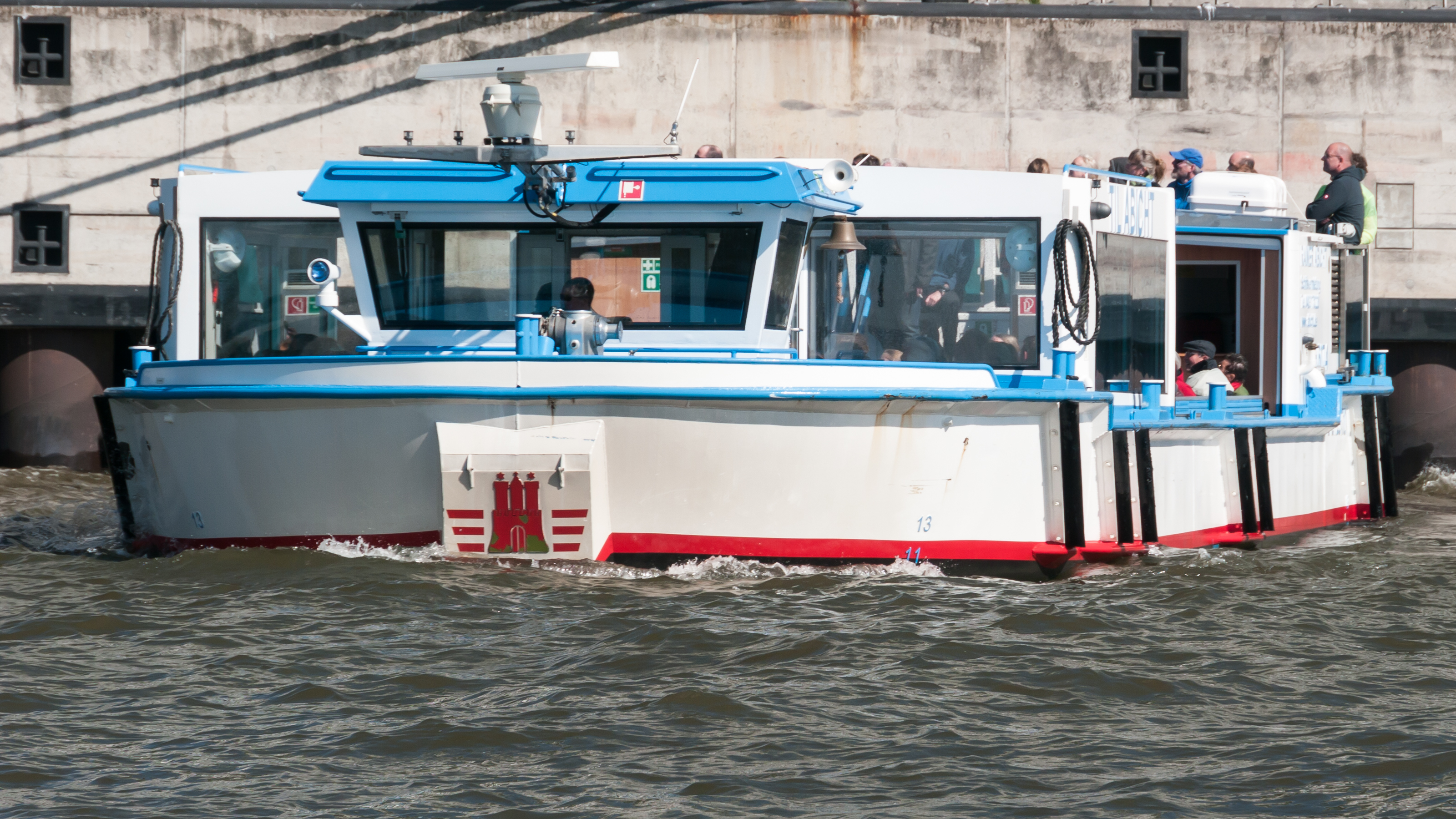
Til Abicht

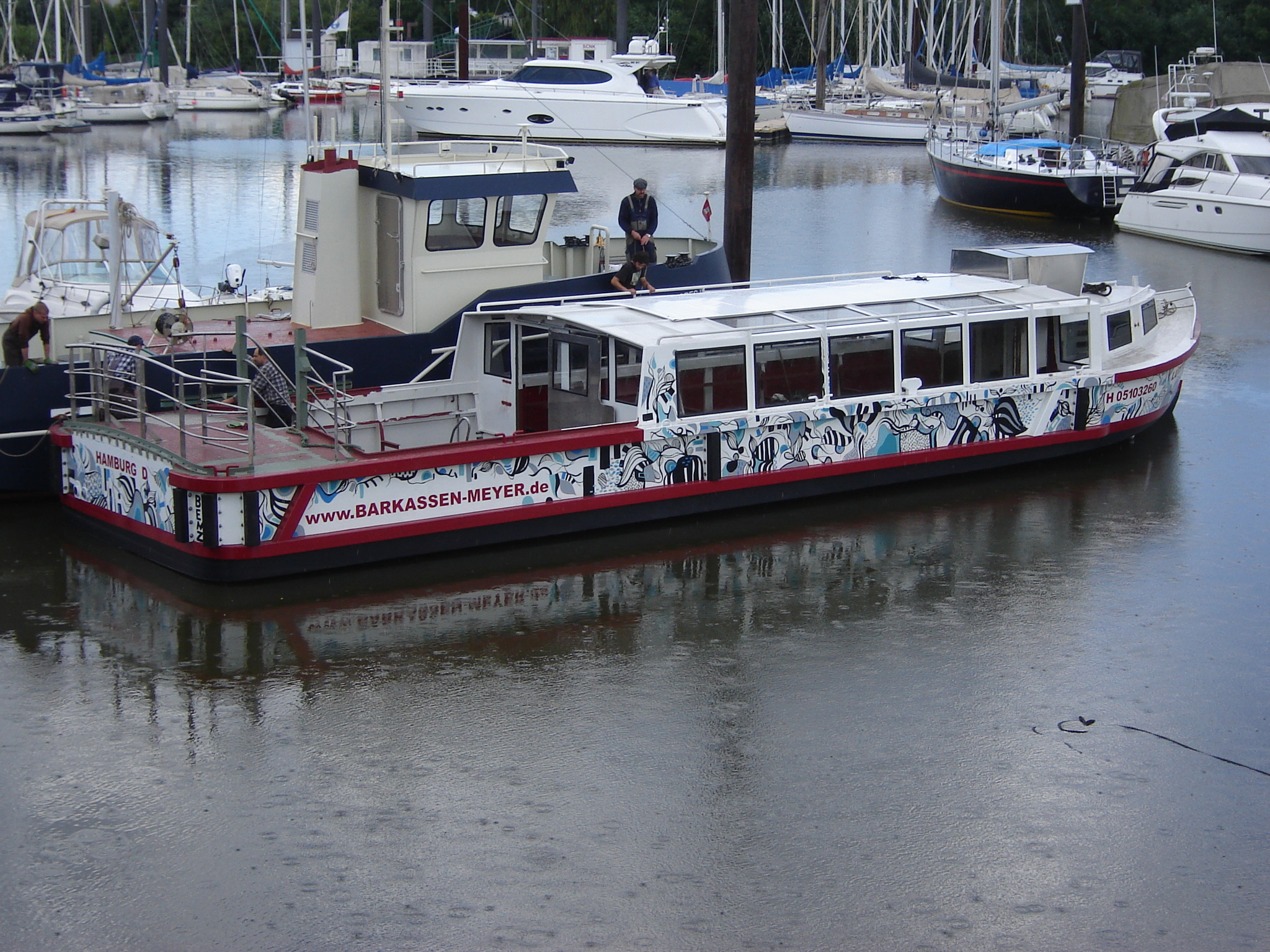
Die Lütte Deern im Rüschkanal

Die hochseetüchtige Segelyacht Skorpion wurde von Karl Feltz konstruiert. Von diesem Typ wurden seit 1959 etwa 700 Kaskos in verschiedenen Ausführungen bei Feltz gebaut.
2017 wurden die Fahrgastschiffe Til Abicht und Hanna Abicht für die Rainer Abicht Elbreederei fertiggestellt. Die baugleichen Schiffe sind 20 m lang und haben im vollverglasten Innenraum Platz für 96 Passagiere.
Eines der größten Neubauten der Feltz-Werft ist das Fahrgastschiff Europa der Reederei Gregors GmbH, welches 4,80 m × 21,0 m misst. Der Bau startete im August 2017 und wurde im Mai 2018 fertig gestellt. Heute haben bis zu 136 Passagiere auf der Barkasse Platz, die neben vier weiteren Schiffen in der Maritime Circle Line im Hamburger Hafen fährt.
Mehrzweckboote wurden unter anderem eigens für die Hamburger Feuerwehr nach der DIN 14961 entwickelt. Die Boote KLB Typ 1 und KLB Typ 2 sind bei verschiedenen Dienststellen der Hamburger Feuerwehr im Einsatz. 
Daneben werden auch andere Umbauten, wie die Verlängerung und Verbreiterung von Barkassen vorgenommen. Beispiele dafür sind die Barkassen Gerda 2.0 und Lütte Deern aus der Flotte des Fahrgastschiff-Unternehmens Barkassen-Meyer, welches im Hamburger Hafen Rundfahrten anbietet. In Zusammenarbeit mit den Künstlern Doppeldenk und Julia Benz wurden sie zu sogenannten „Kunst-Barkassen“.